# Зотиков, Алексей Алексеевич
Алексей Алексей Зо́тиков (р. 1939) — российский политик, доцент кафедры труда и социальной политики Российской академии государственной службы при Президенте РФ, депутат Государственной Думы Федерального Собрания РФ второго созыва (1995—1999).

## Биография
Родился 9 июня 1939 года в деревне Верхотуры (Вологодская область) в семье учителя.
Окончил Ленинградскую военно-политическую школу, Орловский государственный педагогический институт, Горьковскую высшую партийную школу, аспирантуру Ленинградского государственного института культуры, кандидат педагогических наук, доцент.
С 16 лет начал работать, был учеником слесаря, бетонщиком, столяром, прошел срочную службу в Советской Армии, преподавал в Орловском государственном институте культуры.
В январе 1992 года был избран первым секретарем Орловского обкома КПРФ. Член ЦИК КПРФ (1993, 1995, 1997). В 1993 году Зотиков был избран председателем Орловской областной организации КПРФ, в 1994 году вновь первым секретарем Орловского обкома КПРФ.
В 1994 году был избран депутатом Орловской областной Думы, где возглавил комитет по социальной политике.
17 декабря 1995 года был избран депутатом Государственной Думы РФ по Орловскому избирательному округу № 134. В Думе представлял францию КПРФ, входил в состав комитета по культуре.

## Награды
- орден «За заслуги перед партией» (КПРФ)
- медали

## Труды
Автор более 200 публикаций, среди них:
- К 190-летию со дня рождения Н. Я. Данилевского: апостол славянства // Материалы Международной научной конференции XX Международные Рождественские образовательные чтения. — М.: Изд-во РГТЭУ. — 2013. - С.49-58.
- Народ как главное богатство России // Материалы международной конференции «Стратегия развития мегаполиса». — М.: Инфориздат. — 2013. — С. 203—205.
- Михаил Васильевич Ломоносов как уникальное явление отечественной науки и культуры // Вестник РГТЭУ. — 2011. — № 10(58). — С. 170—183 (журнал из перечня ВАК).
- Культурно-просветительная работа трудовых коллективов в годы Великой Отечественной войны. — М.: Полиграф, 2011. - 40 с.